# Trai (động vật)

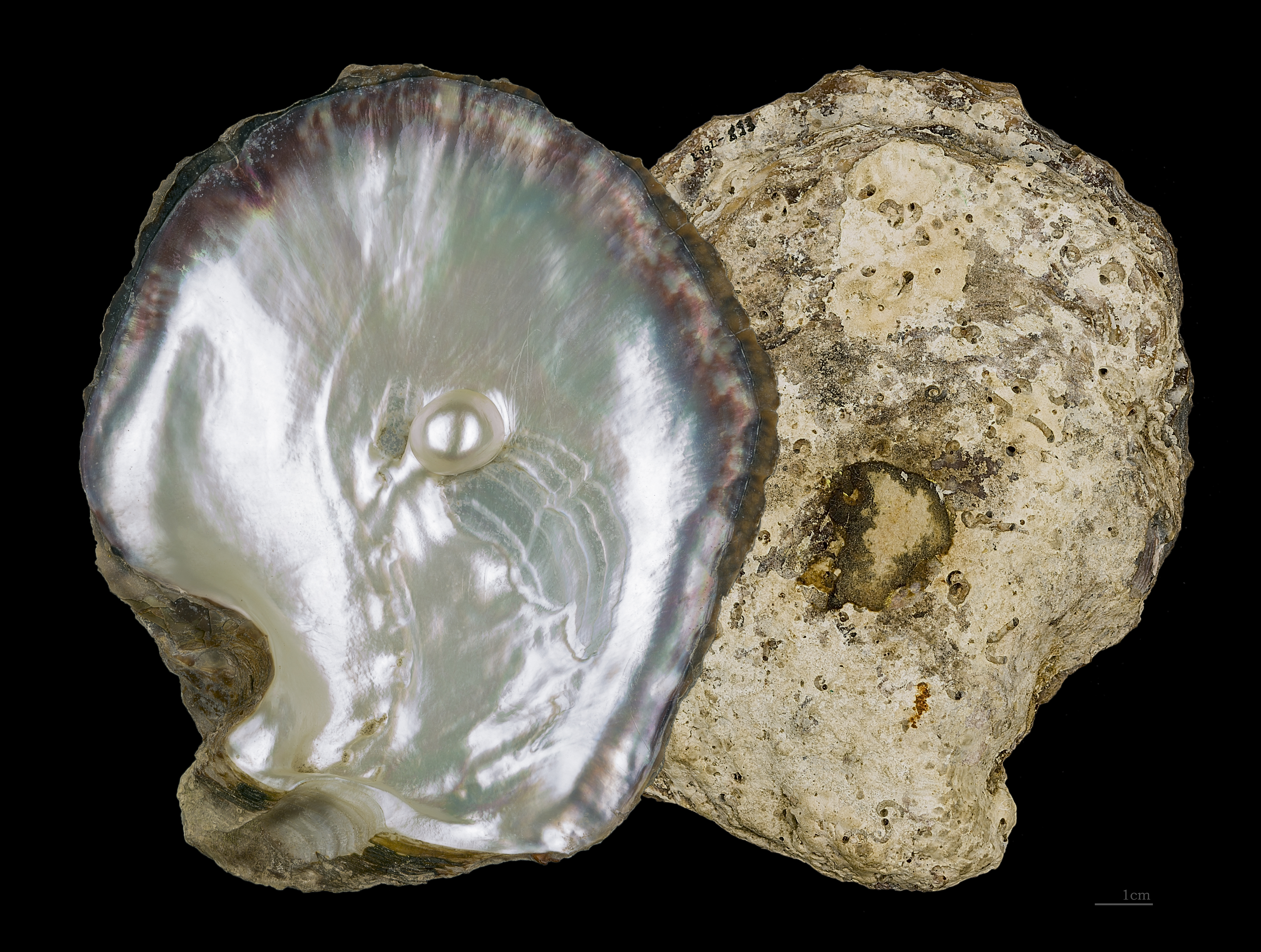
vỏ ngoài của Trai

Trai là tên gọi thông dụng, chủ yếu dùng chỉ các loài động vật thân mềm có 2 mảnh vỏ (Bivalvia). Chúng là loài động vật có đầu bị tiêu giảm, chân hình lưỡi rìu có màu hơi vàng có tác dụng giúp nó di chuyển trong cát, vỏ gồm 2 mảnh được gắn lại với nhau bởi dây chằng, có hai cơ khép mở vỏ bám ở mặt trong và hoạt động theo nguyên lý cửa sổ, vỏ có lớp sừng bao bọc ở mặt ngoài, lớp đá vôi ở giữa và cuối cùng là lớp xà cừ sau vỏ là vạt áo Trai rồi đến hai tấm mang nằm trong khoang áo ở giữa là chân và thân.

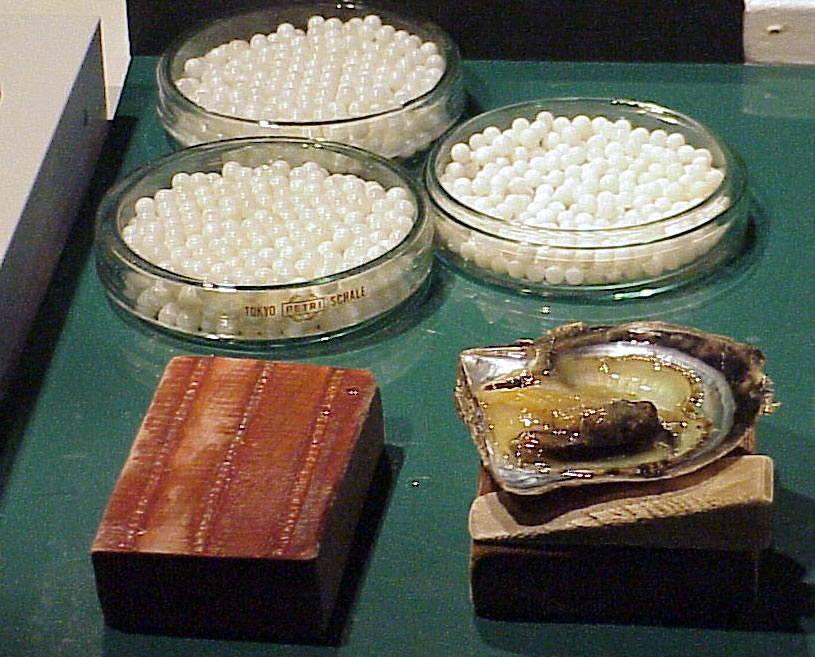
Trai

## Tập tính
Đến mùa sinh sản trứng non được chuyển vào trong mang của trai cái tinh dịch của con đực chuyển qua ống hút vào gặp trứng non trong mang. Ấu trùng sống với trai mẹ một thời gian rồi sống ký sinh trên da cá sau đó lắng xuống bể thành trai con.

## Một số loài Trai tiêu biểu

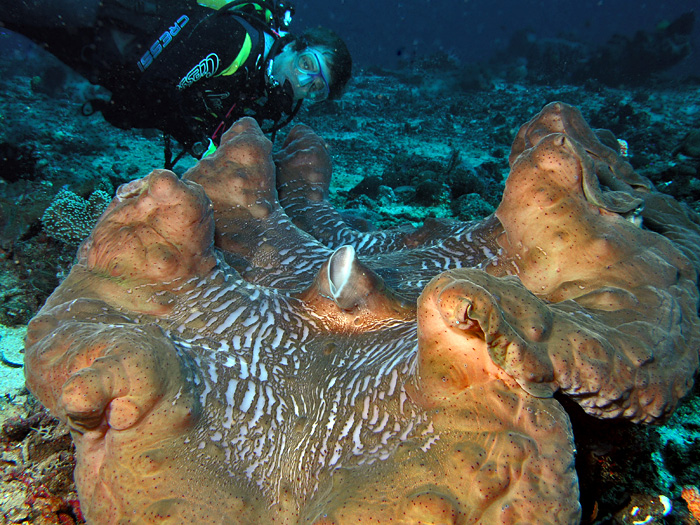

Trai ngọc
Cấu tạo trong và cấu tạo ngoài của Trai ngọc tương đối giống Trai sông ngoại trừ một đặc điểm là vỏ có khả năng tạo ra ngọc trai khi có dị vật lọt vào như:cát, đá,...và sống ở biển, khi dị vật lọt vào giữa màng áo và vỏ lúc này cơ thể Trai tiết ra chất vôi, xà cừ và chất con-ki-o-lin bao bọc lấy dị vật, qua nhiều năm nó trở thành ngọc trai.
Trai ngọc tập trung chủ yếu ở các vùng có thủy triều lên xuống, chúng bám vào các tảng đá lớn, rạng san hô nằm sâu dưới mặt biển có khi sâu đến 20m tập trung từ 5-10 con trong một vật bám.
Ở Việt Nam Trai ngọc phân bố chủ yếu ở Khánh Hòa, Phan Thiết, Hoàng Sa,... Trai ngọc có giá trị kinh tế cao, vỏ được dùng trong nghề khảm gỗ, khai thác ngọc, thịt.
Trai Tai Tượng

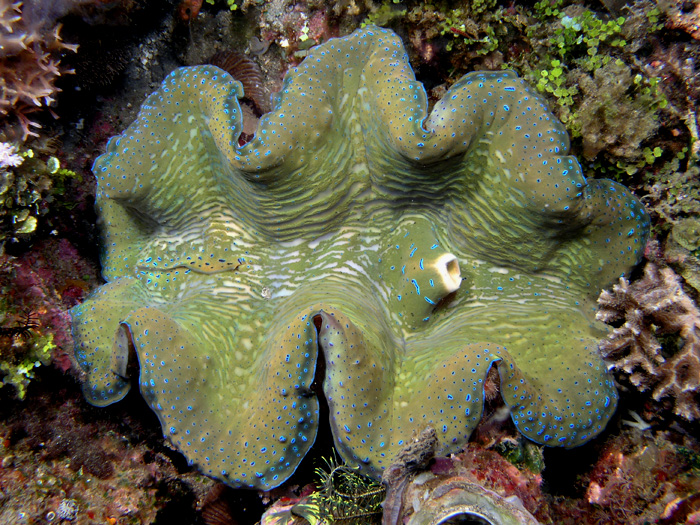

Trai tai tượng (Tridacna gigas) là loài Trai lớn nhất trong các loài Trai và nặng nhất trong các loài động vật thân mềm một số con có chiều dài tới 1,35m và nặng 260 kg mặt trong của vỏ có màu trắng ngà mặt ngoài nổi 6 lằn lớn đắp nổi màu trắng xám. là loài sống cố định, ăn lọc thức ăn là sinh vật phù du, là loài có trữ lượng ít.

## Một số loài trai khác
Một số loài thân mềm hai mảnh khác có cùng tên thông dụng:

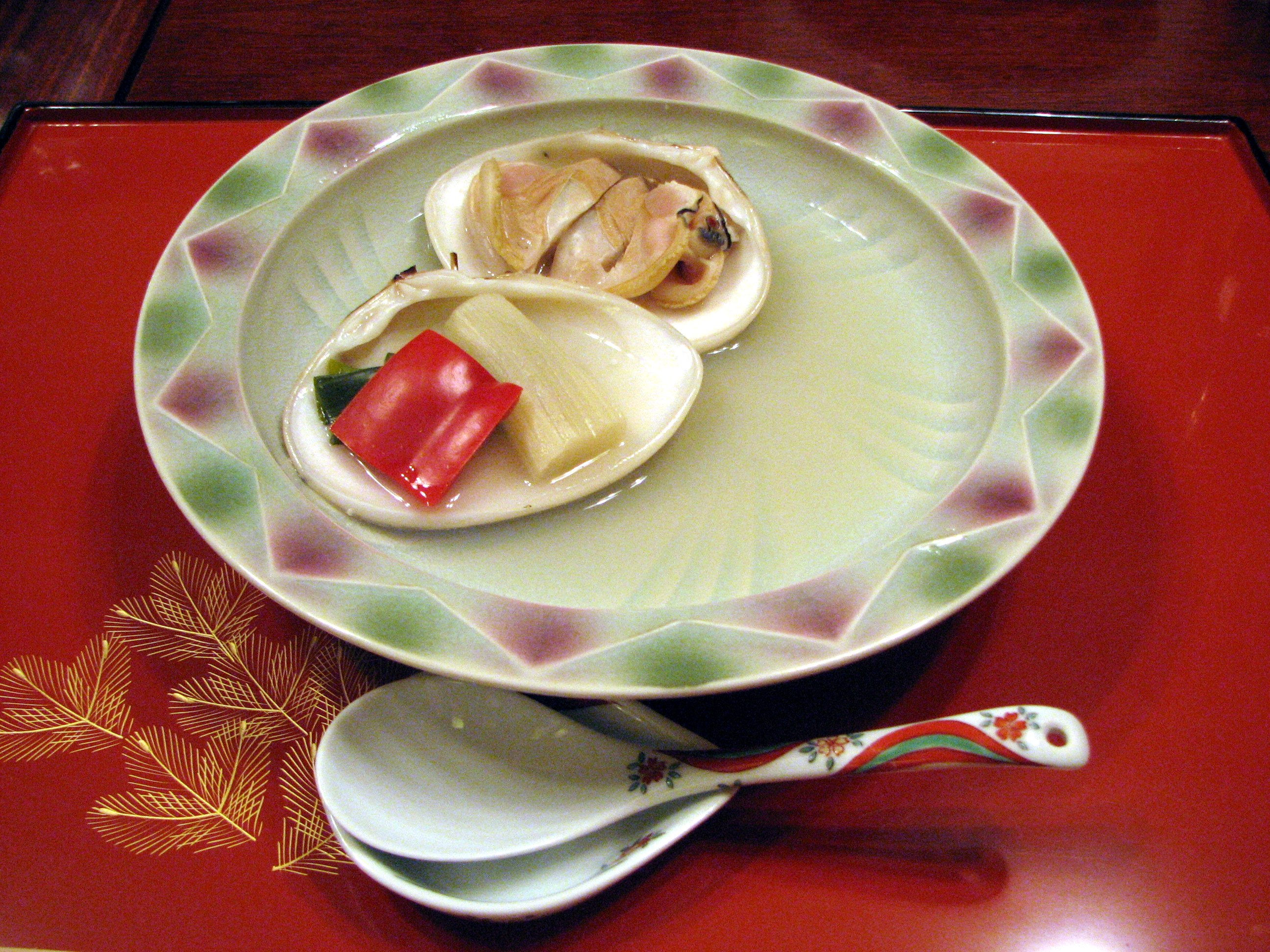
Một món ăn từ trai

- Trai điệp (Sinohyriopsis cumingii) (Lea, 1852);
- Trai cánh dày (Cristaria herculea)
- Trai cánh mỏng (Cristaria bialata)
- Trai cóc bầu dục (Lamprotula liedtkei)
- Trai cóc dày (Gibbosula crassa)
- Trai cóc hình lá (Lamprotula blaisei)
- Trai cóc hình tai (Lamprotula leai)
- Trai cóc mẫu sơn (Contradens semmelincki fultoni)
- Trai cóc nhẵn (Cuneopsis demangei)
- Trai cóc tròn (Lamprotula nodulosa)
- Trai cóc vuông (Protunio messageri)
- Trai ngọc môi đen (Pinctada margaritifera)
- Trai ngọc môi vàng (Pinctada maxima)
- Trai tay gấu (Hippopus hippopus)
- Trai vỏ nâu (Chamberlainia hainesiana)